# 광끼 (영화)
《광끼》(영어: I Want You)는 마이클 윈터보텀 감독이 연출한 1998년 영국의 범죄 영화이다. 레이철 바이스, 알레산드로 니볼라 등이 출연했다.

## 줄거리
영국의 한 해변 마을. 14살 혼다는 어머니의 자살한 시체를 본 뒤로 말을 못하게 되었으며 주변인들의 대화를 녹음하곤 한다. 우연히 마을 미용사 헬렌과 스친 혼다는 헬렌에게 반한다.
이 무렵 헬렌의 전 남자친구 마틴이 교도소에서 8년을 복역한 뒤 출소하여 마을로 돌아온다. 후에 헬렌은 혼다에게 자신이 14살이었을 때 당시 이미 성인이었던 마틴이 자신과 관계를 갖기 시작했으며, 헬렌의 아버지에게 잠자리가 발각되자 마틴이 다툼 끝에 아버지를 살해했다고 밝힌다.

## 출연진
- 레이철 바이스 - 헬렌 역
- 알레산드로 니볼라 - 마틴 역
- 루카 페트루시치 - 혼다 역
- 라비나 미테프스카 - 스모키 역
- 벤 대니얼스 - 밥 역
- 카먼 이조고 - 앰버 역